# Adipocera
L'adipocera è una sostanza organica simile alla cera formata dall'idrolisi da parte di batteri anaerobi del grasso contenuto nel corpo, come il tessuto adiposo. Nella sua formazione, la decomposizione è rimpiazzata da una struttura compatta e permanente dei tessuti grassi, organi interni e della faccia. 

## Storia
L'adipocera fu descritta la prima volta da Sir Thomas Browne nel suo discorso Hydriotaphia, Urn Burial (1658). Il processo chimico alla base della formazione dell'adipocera, la saponificazione, venne compreso nel diciassettesimo secolo quando i microscopi divennero ampiamente disponibili.
Si ritiene che Augusto Bozzi Granville abbia in qualche modo creato delle candele dall'adipocera di una mummia e le abbia utilizzate per illuminare la lezione pubblica in cui riportò la dissezione della mummia.

## Aspetto
L'adipocera è un materiale friabile, ceroso, insolubile in acqua, consistente principalmente di acidi grassi saturi. In relazione al fatto che si sia formata dal grasso corporeo bianco o da quello bruno, l'adipocera presenta colorazione bianco grigiastra o marrone chiaro.
Nei corpi, la struttura compatta dell'adipocera consente una qualche stima della forma del corpo e delle caratteristiche facciali, e le lesioni sono spesso ben conservate.

## Formazione
La trasformazione dei grassi in adipocera avviene meglio in assenza di ossigeno in un ambiente freddo e umido, come in un terreno bagnato, la fanghiglia in fondo a un lago, o una bara sigillata, e può avvenire sia con corpi imbalsamati sia con corpi non trattati. La formazione dell'adipocera inizia entro un mese dalla morte, e in assenza di aria può persistere per secoli. Un corpo infestato esposto, o un corpo in un ambiente caldo, è improbabile che formi depositi di adipocera.
I corpi delle donne, bambini, e persone sovrappeso sono particolarmente soggetti alla formazione di adipocera perché contengono più grasso corporeo. In scienza forense, l'utilità dell'adipocera per la stima dell'intervallo post mortem è limitata poiché la velocità del processo dipende dalla temperatura. La decomposizione è accelerata dal caldo, ma gli estremi di temperatura la ostacolano.
Su una scala temporale di secoli, l'adipocera in contenitori sigillati a tenuta d'aria (come le bare piombate utilizzate dai Romani) può convertirsi in "liquor corporeo", un liquido marrone/arancio che può essere altamente infettivo.